# Олімпійський комітет Японії
Олімпійський комітет Японії (яп. 日本オリンピック委員会) — організація, що представляє Японію в міжнародному олімпійському русі. Заснований в 1911 році; зареєстрований у МОК в 1912 році.
Штаб-квартира розташована в Токіо. Є членом Міжнародного олімпійського комітету, Ради Азії та інших міжнародних спортивних організацій. Здійснює діяльність по розвитку спорту в Японії.

## Олімпійські ігри в Японії
Олімпійський комітет Японії допомагав в організації кожної заявки на проведення Олімпійських ігор у містах Японії. І тричі Японія отримувала права проведення Олімпіади: літня Олімпіада в 1964 році в Токіо та зимові в 1972 році в Саппоро і в 1998 році в Нагано.